# カナディアンインターナショナルスクール
カナディアン・インターナショナル・スクール（Canadian International School、CIS）は、東京都品川区北品川五丁目にあるカナダ式の教育スタイルを特徴とするインターナショナル・スクール（多様な国籍・民族の学生・学習者のための学校・教育機関）である。

## 概要

### 交通
- 最寄駅
  - JR（山手線・埼京線・湘南新宿ライン）・りんかい線：　大崎駅（徒歩5分）
  - 京急本線：　北品川駅（徒歩12分）、新馬場駅（徒歩15分）

### 学校長 (Head of School)
- ケビン・パッサフィウメ（Kevin Passafiume)

### 沿革
- 1991年 カナダ・ブリティッシュコロンビア州バンクーバーの現地校、リッチモンド・インターナショナル・ハイスクール・アンド・カレッジを設立。
- 1999年 プリンス・エドワード・アイランド州の教育プログラムを導入して、東京にカナディアン・インターナショナル・東京校を設立。
- 以降、高校に加え、中学校、更に小学校・幼稚園と拡大し、JR大崎駅近くで開校している。

### 課程・学制
- 全日制・男女共学制

## 教育内容

### 教育の特色
カナダのプリンス・エドワード・アイランド（PEI）州政府の教育課程を実施する。カナダは教育政策の権限は各州政府にあるが、この教育課程は、アトランティック・カナダ4州（プリンス・エドワード・アイランド（PEI）州、ニュー・ファウンドランド＆ラブラドール州、ニュー・ブランズウィック州、ノバ・スコシア州）共通の課程であり、その課程に基づいて、授業レベル、授業時間、分野わけ、教員資格、教科書、教育メソッド（手法）、評価などが実施される。カナダの教育水準は世界トップ水準であり、特に近年は日本を上回る高い学習到達度・国際的評価で知られる。
- OECD生徒の学習到達度調査：上位常連国。2006年の調査で、数学・読解力・科学の3科目全てで日本を上回るのは世界でフィンランド、香港、カナダの3ヶ国のみである。なお、この3ヶ国の人口は、フィンランド524万人、香港701万人、カナダ3,321万人であり、大きな人口にもかかわらず高い教育レベルを達成しているカナダが相対的・実質的に首位であるともいえる。
- 国連開発計画(UNDP)による「人間開発指数」(HDI)：過去30年間の最多第1位国。識字率や就学率等を用いて国の教育水準や発展度合いを示す指標であり、値の高い国が先進国と重なる場合も多く、国の先進度を判定するための新たな基準の1つとして注目されている。

日本語の授業・クラスも用意されている。

### 資格・指定・認可・認定
- カナダ・プリンスエドワードアイランド州 教育省 認可
  - カナダの学校に編入する際には単位はそのまま認められる。
  - プリンスエドワードアイランド州は、カナダ最小の州で、カナダが独立する際、カナダ建国会議が開かれたという由緒ある歴史の島である。また、世界の名作『赤毛のアン』シリーズの作者L・M・モンゴメリの出身地として名高く、同シリーズは作者のこの地での幼少期の思い出・体験を舞台として書かれた。現在でも当時の景観・文化が残っており、物語の舞台がそのままに広がるこの美しい島に日本をはじめ世界中の観光客が訪れる。
- 日本・文部科学省「高等学校相当の外国人学校」指定（平成16年3月31日付）
  - 大学入学に関し日本国内の高等学校を卒業した者と同等以上の学力があると認められ、日本の大学を受験することができる。
- WASC (en: Western Association of Schools and Colleges) 認定（en: Accredited）
- 国際バカロレア資格 (en: International Baccalaureate) PYP認定

### 学種・コース
- キンダーガーテン（Kindergarten）：　3 - 5歳児対象（日本の幼稚園や保育園に相当）
- 小学部（Elementary School）：　グレード1 - 5（日本の小学校に相当）
- 中学部（Junior High School）：　グレード6 - 9（日本の中学校に相当）
- 高校部（High School）：　グレード10 - 12（日本の高校に相当）

### 課外活動・クラブ活動
- あり（運動系・文化系、無償のもの・実費有償のもの等各種）

### その他プログラム
- ESLプログラム：
  - ESL（en: English as a Second Language）は、英語力のレベルが当該学年の期待されるレベルに満たないと判断された生徒向けのクラスで、正規入学（9月）前に4 - 6月（3ヶ月）実施する。
- サマースクール：　あり（有料。気軽に英語での教育・授業を体験できる機会。夏休み期間中に開催）
- サタデースクール：　なし

### 学期制
1年は2つの学期（Semester）、1学期（First Semester）と2学期（Second Semester）にわかれている。
- 始業 - 終業：　9月 - 翌年6月
  - 1学期：9月 - 翌年1月（約5ヶ月間）
  - 2学期：翌年2月 - 6月末（約5ヶ月間）
    - 夏休み：7 - 8月（約2ヶ月間）
    - 冬休み：12月末 - 1月初旬（約2週間）
    - 春休み：3月中（約１週間）

### 成績表・通知表
成績表・通知表（Transcript of Academic Records）は、各学期の中間（Mid-term）と期末（Final）に担任と親の面談時に渡される。この際、親が英語ができない場合は学校の職員の通訳の付き添いもある。成績評価は、到達度評価で、4段階（1 - 4）評価である。
- 1：Exceeding Expectations（期待される到達度を超えている）
- 2：Meeting Expectations（期待される到達度を満たしている）
- 3：Approaching Expectations（期待される到達度に近づいている）
- 4：Not Yet Meeting Expectations（期待される到達度を満たしていない）

## 学校生活

### 生徒の出身・国籍構成
生徒の出身・国籍構成は、各国の大使館や駐在員の子女、日本人の子女をはじめとして、出願資格・入学条件に国籍や宗教を一切問わないことや、カナダの国家としての世界的・国際的な好感度（2007年の BBC:英国放送協会 の調査によれば日本と並んで第1位）等もあるためか、こぢんまりとした規模の学校にしては多様な構成。（教員はカナダの教員免許所有者）

### 制服
- あり：ブレザー（紺色）、スラックス・プリーツ吊りスカート（グレー）、シャツ・ポロシャツ（白）、ネクタイ（高学年：紺・朱のレジメンタルストライプ、低学年：エンジ）・クロスリボンタイ（低学年・女児：エンジ）、靴下（白、紺）、革靴（黒）、セーター・ベスト・カーディガン等のニットウェア（紺色）、内履き・運動シューズ（白基調）、等
  - 体操着：あり（学校指定）．．．．．．長袖・長ズボン・半ズボン（青）、半袖シャツ（白）
  - 制服・体操着の規則はやや厳しい

### 各種サービス
- スクールバス：なし
- スクールランチ（給食）：あり（有料。家からお弁当を持ってくることのできない生徒向け。学期単位で事前申込）

### 行事・イベント
- スプリングコンサート：春（3 - 4月）
- スポーツデイ（運動会）：春（4 - 5月）
- インターナショナルフェア：初夏（5 - 6月）
- フィールドトリップ（遠足）：日帰りの遠足。年数回程度（学年や担任によって異なる）
- オーバーナイトフィールドトリップ（修学旅行）：宿泊を伴う小旅行。年数回程度（学年や担任によって異なる）
- ハロウィーンパーティ：秋（10月末）．．．．．生徒・先生がハロウィン仮装のままいつも通り通学・授業を行う。
- ウィンターコンサート：12月

### キャンパス

#### 校舎・施設・設備
- 校舎：複数のオフィスビルに分散して入居している。（2022年10月現在、ビルディングA、B、Cの3つがある。）
- 運動場・グラウンド：隣の公園（小関公園）の運動場や近くのスポーツ施設（品川スポーツヒルズ）等を用いる。

#### 近隣施設
- 児童館：校舎のすぐ隣に児童館（品川区・小関児童センター）があるため、学校が終わったらしばらくはそこで遊んでもらうことができるので、お迎えに遅れそうな場合でも安全・安心。
- ゲートシティ大崎：学校と最寄駅のJR大崎駅の間にあり、駅舎と屋根のある通路で直結しているため、途中までではあるが雨・雪等を避けることができ、サイドが総ガラス張りで採光に優れた天井の非常に高い吹き抜けの広いすり鉢型の大ホールを中心に、飲食店、カフェ、コンビニ、ドラッグストア等のショップも充実している。

## 出願・選考

### 出願資格
- 全学年共通：国籍・宗教は一切問わない。

### 選考（入試・受験）
- 願書提出後に下記の適性考課を行う。
  - 試験・テスト科目：英語、数学
  - 面接：校長先生（Principal）による面接（保護者同伴）
  - 面接時使用言語は英語。

## 著名な出身者
- 長谷川ミラ（モデル）
- 細山貴嶺（元タレント）
- 小室圭 - 眞子元内親王の夫にして秋篠宮文仁親王の女婿かつ悠仁親王の義兄。